# Ruda Śląska
Ruda Śląska este un municipiu în Polonia.

## Personalități născute aici
- Artur Sobiech (n. 1990), fotbalist.